# عبدالرحمن راشد (سیاستمدار افغان)
مولوی عبدالرحمن راشید سیاست‌مدار اهل افغانستان است. وی پس از سقوط کابل به دست طالبان به حیث وزارت زراعت، آبیاری و مالداری تعیین شد.